# Vít Jedlička

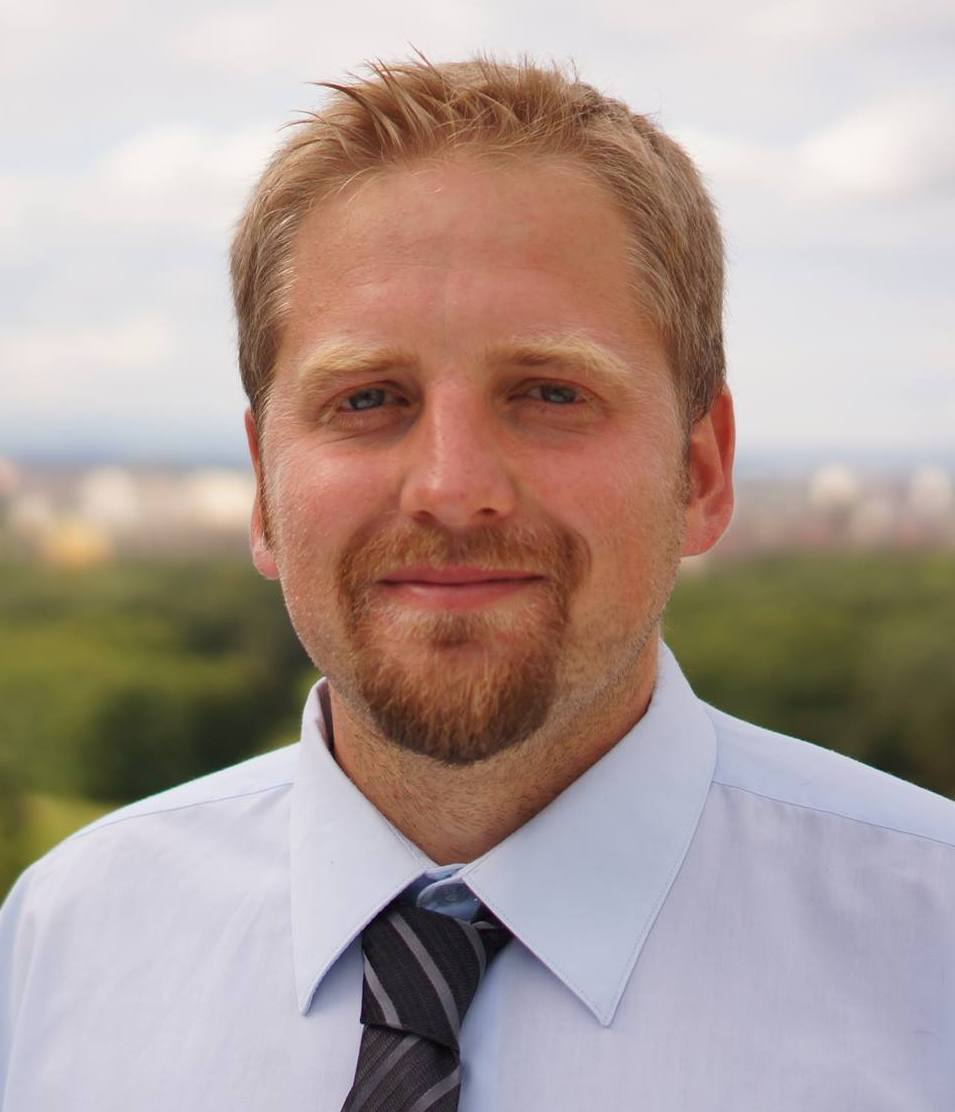
Vít Jedlička (Juli 2014)

Vít Jedlička (* 6. September 1983) ist ein tschechischer Politiker der Partei Svobodní, Publizist, Aktivist und Staatspräsident des Scheinstaates Freie Republik Liberland.

## Ausbildung und Beruf
Vít Jedlička erlangte 2009 den Bachelor-Grad an der Wirtschaftsuniversität Prag sowie 2014 den Master-Abschluss am CEVRO-Institut. Seit 2003 ist er für Unternehmen im Bereich Informations- und Kommunikationstechnologie tätig. In den Jahren 2013 und 2014 arbeitete Jedlička als Finanzmarktanalyst.

## Politisches Engagement

### Tschechien
Zunächst ab 2001 Mitglied der Demokratischen Bürgerpartei, trat Jedlička 2009 in die Partei freier Bürger ein. Jedlička ist Vorsitzender des Regionalverbandes Königgrätz seiner Partei sowie Gründer und Vorsitzender der Bürgerinitiative Reformy.cz.

### Liberland
Am 13. April 2015 rief Jedlička die „Freie Republik Liberland“ aus, die ein menschenleeres Gebiet zwischen einem alten Nebenarm und dem Hauptarm der Donau beansprucht, das aufgrund von Grenzstreitigkeiten zwischen Kroatien und Serbien als Niemandsland gilt. Von Mitstreitern wurde er zum „Staatspräsidenten“ des virtuellen Staates gewählt. Seitdem ist Jedlička Gegenstand der Berichterstattung internationaler Medien.